# グッデイ (芸能プロダクション)
株式会社グッデイ（英文社名；GOOO-DAY CO., LTD.）は、東京都港区に本社を置く日本の芸能プロダクション。

## 概要
社団法人「日本音楽事業者協会」の正会員社であり、アーティストのマネジメントおよびプロモーションを主たる事業として行っている。

## 所属アーティスト・タレント
- DEEN
- 花冷え。
- 梅宮辰夫
- 長谷直美
- 立花理佐
- プリンセス姫スイートTV (YouTuber)

## かつて所属していたアーティスト
- AJISAI
- 杏里
- UnLimited
- 入日茜
- GUM-SYRUP
- can/goo
- 近藤薫
- SOUTH BLOW
- JtoS
- Sweetshop
- せんだみつお
- DRIVE FAR
- P2H
- BIG BANG THEORY
- BRIT BANQUET
- 三日月ジョン
- 藍坊主(～2015)
- 東京カランコロン
- SAKANAMON
- phatmans after school
- マカロニえんぴつ
- 10-FEET
- 川上大輔
- 田川伸治
- 田山真美子

- プルモライト
- 彩葉
- 藤田麻衣子
- The JADE

## 関連会社
- 株式会社デジタル・ラボラトリー
- 株式会社スーパーキャスト
- 株式会社ミライム
- 株式会社ナガノファクトリー
- 株式会社 ラストラム・ミュージックエンタテインメント